# Vlajky našich otců
Vlajky našich otců (v anglickém originále Flags of Our Fathers) je americký válečný film z roku 2006, jehož režisérem, koproducentem a autorem hudby je Clint Eastwood, autory scénáře pak William Broyles Jr. a Paul Haggis. Film je adaptací stejnojmenné knihy z roku 2000, kterou napsali James Bradley a Ron Powers a která pojednává o bitvě o Iwodžimu v roce 1945, o pěti příslušnících námořní pěchoty a jednom námořníkovi, kteří se podíleli na vztyčení vlajky na Iwodžimě, a o následcích této události na jejich životy. Film je natočen z amerického pohledu na bitvu o Iwodžimu a je doprovodným dílem Eastwoodova filmu Dopisy z Iwo Jimy (2006), který zobrazuje stejnou bitvu z japonského pohledu.
Film byl uveden do amerických kin 20. října 2006. Ačkoli se jednalo o kasovní propadák, který při rozpočtu 90 milionů dolarů utržil pouze 65,9 milionu dolarů, získal film příznivé recenze kritiků. Dne 9. prosince 2006 byl v Japonsku a 20. prosince 2006 ve Spojených státech uveden související snímek Dopisy z Iwo Jimy, který utržil o něco více než Vlajky našich otců a který kritici označili za lepší film.

## Děj
Po výcviku na havajském Camp Tarawa se 28. pluk 5. divize námořní pěchoty vydává na invazi Iwodžimy. Po třídenním bombardování přistávají 19. února 1945. Boje jsou krvavé, ale pláže jsou nakonec zajištěny. 21. února začíná útok na horu Suribači. Zdravotník John „Doc“ Bradley zachraňuje raněné pod palbou a později za to získá Námořní kříž. 23. února jednotka dobývá vrchol hory a vztyčuje americkou vlajku, což sleduje i ministr námořnictva James Forrestal. Plukovník Chandler Johnson rozhodne o výměně vlajky, kterou vztyčí šestice vojáků: seržant Mike Strank, Doc, Ira Hayes, Rene Gagnon, Harlon Block a Franklin Sousley. Fotografie aktu, pořízená Joem Rosenthalem, se později stane ikonickou.
1. března padnou Mike, Harlon a seržant Hank Hansen při japonském přepadu. O dva dny později je zajat a brutálně zavražděn Ralph „Iggy“ Ignatowski. 21. března Franklin umírá pod palbou kulometu a krátce poté je Doc zraněn dělostřeleckým granátem. Bitva končí 26. března vítězstvím Američanů.
Rosenthalova fotografie se stává symbolem války a vláda žádá přeživší, aby identifikovali vojáky. Rene omylem označí Hanka místo Harlona. Doc, Ira a Rene jsou posláni na turné válečných dluhopisů. Ira se však cítí jako podvodník, trpí výčitkami a stále více pije. Po incidentu na slavnostní večeři je poslán zpět ke své jednotce.
Po válce se cesty mužů rozcházejí. Ira se nikdy nevymaní z alkoholismu a nechtěné slávy. V roce 1954 navštěvuje rodinu Harlona Blocka, aby jim řekl, že jejich syn byl skutečně mezi vztyčujícími vojáky. O rok později je nalezen mrtvý, pravděpodobně v důsledku podchlazení po opileckém excesu. Rene se snaží o kariéru v podnikání, ale nabídky z doby turné zmizely a nakonec pracuje jako školník. Doc úspěšně provozuje pohřební ústav. V roce 1994 na smrtelné posteli vypráví svůj příběh svému synovi Jamesovi.